# CODLAD
Il CODLAD (Combined Diesel-Electric and Diesel) è un sistema di propulsione navale nel quale un motore elettrico e un motore diesel agiscono su un'unica elica. Il sistema di trasmissione si occupa di fare agire uno o entrambi i motori sull'asse dell'elica.

## Descrizione
Il sistema di propulsione CODLAD si basa sull'impiego di motori elettrici direttamente connessi agli assi (generalmente due) delle eliche. I motori elettrici vengono alimentati da generatori diesel e per avere velocità maggiori, come avviene in sistemi di propulsione CODAD, viene inserito il motore diesel di maggiore potenza che viene disconnesso dal sistema di trasmissione per tornare alla velocità di crociera.
Questo sistema che usa i motori diesel sia per la propulsione che per la produzione di energia elettrica per i servizi di bordo riduce notevolmente i costi, poiché diminuisce il numero dei motori diesel destinati ai diversi servizi della nave e i motori elettrici necessitano una minore manutenzione. Inoltre potendo i motori elettrici lavorare più efficacemente in un più ampio numero di giri, e potendo essere direttamente collegati all'asse dell'elica, risultano più semplici i sistemi di trasmissione per accoppiare e disaccoppiare i sistemi diesel-elettrici con i motori diesel utilizzati per avere velocità maggiori.
Il sistema CODLAD è stato adottato nella nuova unità navale ausiliaria per il supporto logistico (LSS - logistic support ship) Vulcano in costruzione per la Marina Militare Italiana.